# Bad Boys (canção de Zara Larsson)
"Bad Boys" é uma canção da cantora sueca Zara Larsson, lançada em 23 de outubro de 2013 pela TEN Music Group e Universal Music como o primeiro single de seu álbum de estreia 1 (2014). Foi escrita por Marcus "Mack" Sepehrmanesh e produzida por Elof Loelv. "Bad Boys" alcançou a posição 27 na Suécia e 33 na Dinamarca, onde foi certificada como Ouro.

## Videoclipe
Um videoclipe para a música foi lançado em 29 de outubro de 2013, e foi dirigido por Måns Nyman.

## Faixas e formatos
- Download digital[6]

1. "Bad Boys" — 2:09
2. "Bad Boys" (Do It Yourself Version) — 2:09

- Bad Boys — Today Remix[7]

1. "Bad Boys" (Today Remix) — 2:35

## Desempenho comercial
| Tabela musical (2013–14)   | Melhor posição |
| -------------------------- | -------------- |
| Dinamarca (Tracklisten)    | 33             |
| Suécia (Sverigetopplistan) | 27             |

| País                                                          | Certificação | Certificações e vendas |
| ------------------------------------------------------------- | ------------ | ---------------------- |
| Dinamarca (IFPI Dinamarca)                                    | Ouro         | 900,000†               |
| †Números apenas de streaming baseados apenas na certificação. |              |                        |

## Histórico de lançamento
| Região | Data                  | Formato                    | Versão      | Gravadora          | Ref.         |
| ------ | --------------------- | -------------------------- | ----------- | ------------------ | ------------ |
| Várias | 13 de outubro de 2013 | Download digital streaming | Original    | TEN Universal Sony | [ 6 ] [ 11 ] |
| Várias | 9 de dezembro de 2013 | Download digital streaming | Today Remix | TEN Universal Sony | [ 7 ] [ 12 ] |